# Campo (Barcelos)
Campo (por vezes também chamado São Salvador do Campo) é uma povoação portuguesa do Município de Barcelos que foi sede da extinta Freguesia de Campo, freguesia que tinha 2,25 km² e 983 habitantes (2011), e, por isso, uma densidade populacional de 436,9 hab/km².
A Freguesia de Campo foi extinta em 2013, no âmbito de uma reforma administrativa nacional, tendo sido agregada à freguesia de Tamel - S. Pedro Fins, para formar uma nova freguesia denominada União das Freguesias de Campo e Tamel (São Pedro Fins) da qual é sede.
Enquanto paróquia, era uma reitoria da apresentação do Arcebispo de Braga e Comenda da Ordem de Cristo. Nas Inquirições de 1220 aparece com a designação de São Salvador do Campo da Terra de Neiva. A freguesia de Couto é referenciada como tendo estado anexa à de Campo em 1848, sendo posteriormente independente. Continua a pertencer à diocese de Braga.

## População
| População da freguesia de Campo (1864 – 2011) | População da freguesia de Campo (1864 – 2011) | População da freguesia de Campo (1864 – 2011) | População da freguesia de Campo (1864 – 2011) | População da freguesia de Campo (1864 – 2011) | População da freguesia de Campo (1864 – 2011) | População da freguesia de Campo (1864 – 2011) | População da freguesia de Campo (1864 – 2011) | População da freguesia de Campo (1864 – 2011) | População da freguesia de Campo (1864 – 2011) | População da freguesia de Campo (1864 – 2011) | População da freguesia de Campo (1864 – 2011) | População da freguesia de Campo (1864 – 2011) | População da freguesia de Campo (1864 – 2011) | População da freguesia de Campo (1864 – 2011) |
| --------------------------------------------- | --------------------------------------------- | --------------------------------------------- | --------------------------------------------- | --------------------------------------------- | --------------------------------------------- | --------------------------------------------- | --------------------------------------------- | --------------------------------------------- | --------------------------------------------- | --------------------------------------------- | --------------------------------------------- | --------------------------------------------- | --------------------------------------------- | --------------------------------------------- |
| 1864                                          | 1878                                          | 1890                                          | 1900                                          | 1911                                          | 1920                                          | 1930                                          | 1940                                          | 1950                                          | 1960                                          | 1970                                          | 1981                                          | 1991                                          | 2001                                          | 2011                                          |
| 432                                           | 470                                           | 495                                           | 411                                           | 524                                           | 542                                           | 525                                           | 630                                           | 648                                           | 688                                           | 633                                           | 855                                           | 973                                           | 992                                           | 983                                           |